# Syntomeida austera
Syntomeida austera là một loài bướm đêm thuộc phân họ Arctiinae, họ Erebidae.